# 불가리아 요리

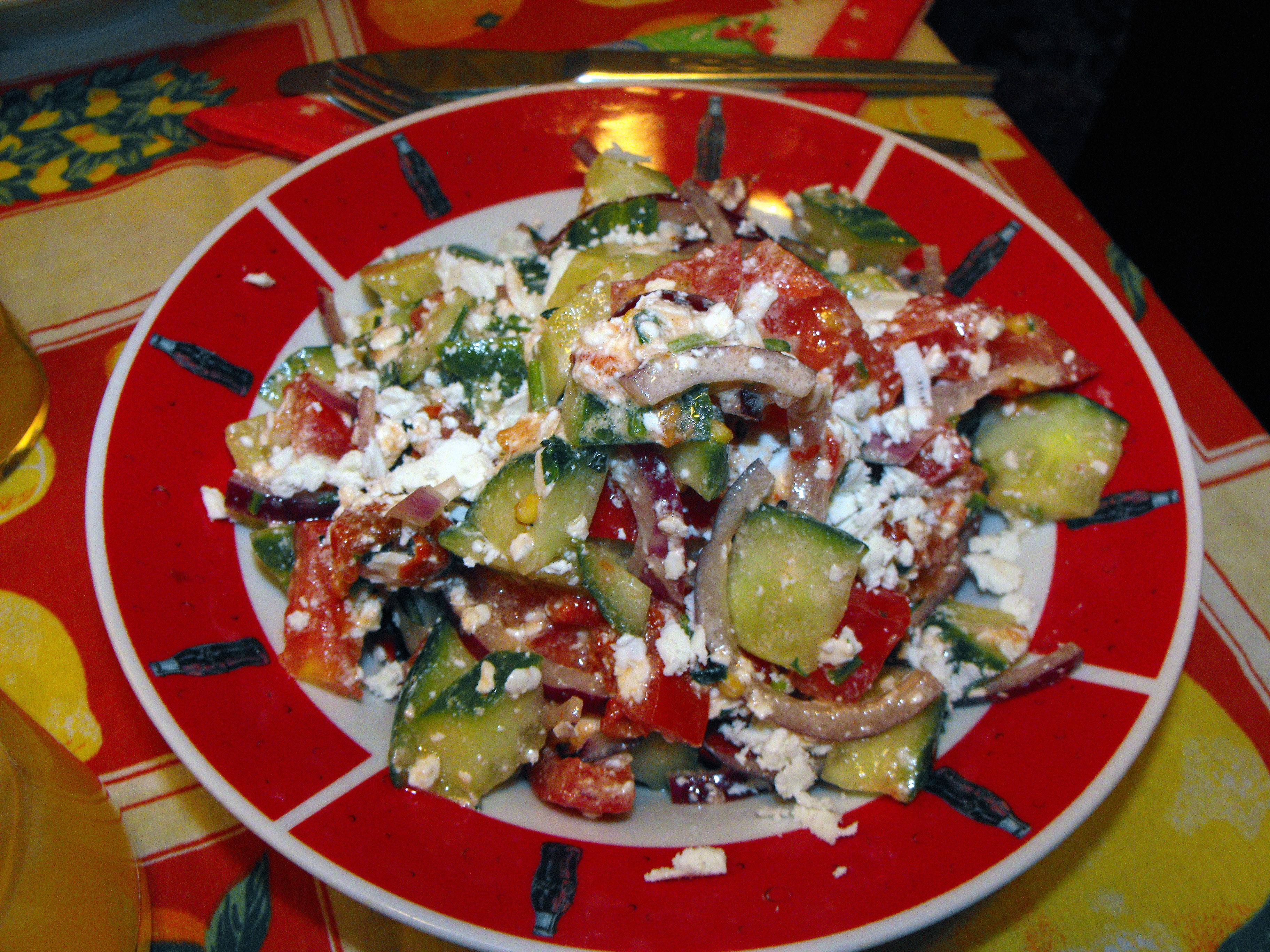
숍스카 살라타

불가리아 요리(Bulgaria 料理, 불가리아어: българска кухня 벌가르스카 쿠흐냐)는 동남유럽 발칸반도에 있는 불가리아의 요리이다. 슬라브계 요리의 남부 형태로 알려져 있으며 중앙 유럽, 그리스, 터키 요리의 영향력을 많이 받았다. 적게는 아르메니아, 이탈리아 요리, 지중해식 식단의 영향을 많이 받았다. 상당히 따뜻하고 지리적 특성도 다양한 국가이기 때문에 지역마다 나는 채소나 허브의 종류도 천차만별이다.
채소가 많이 나다보니 샐러드는 매일 매식사마다 먹으며 유제품이 많이 생산된다. 포도주나 라키아, 마스티카, 멘타 등의 주류가 많다.
뜨겁거나 차가운 스프도 많으며 찬 수프의 대표는 타라토르가 있다. 불가리아에서는 후식류도 많이 발달된 편이며 바니스타라는 것이 있다.

## 전통적인 불가리아 음식

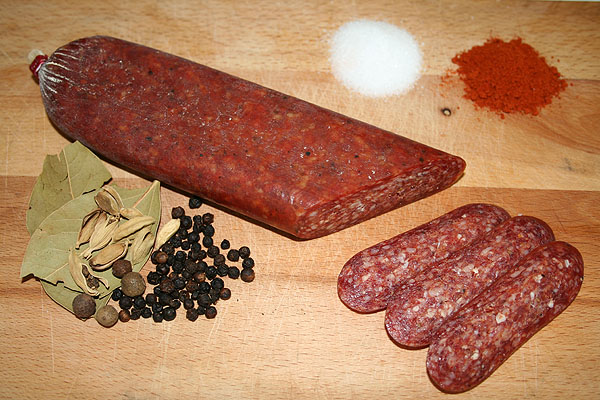
루칸카

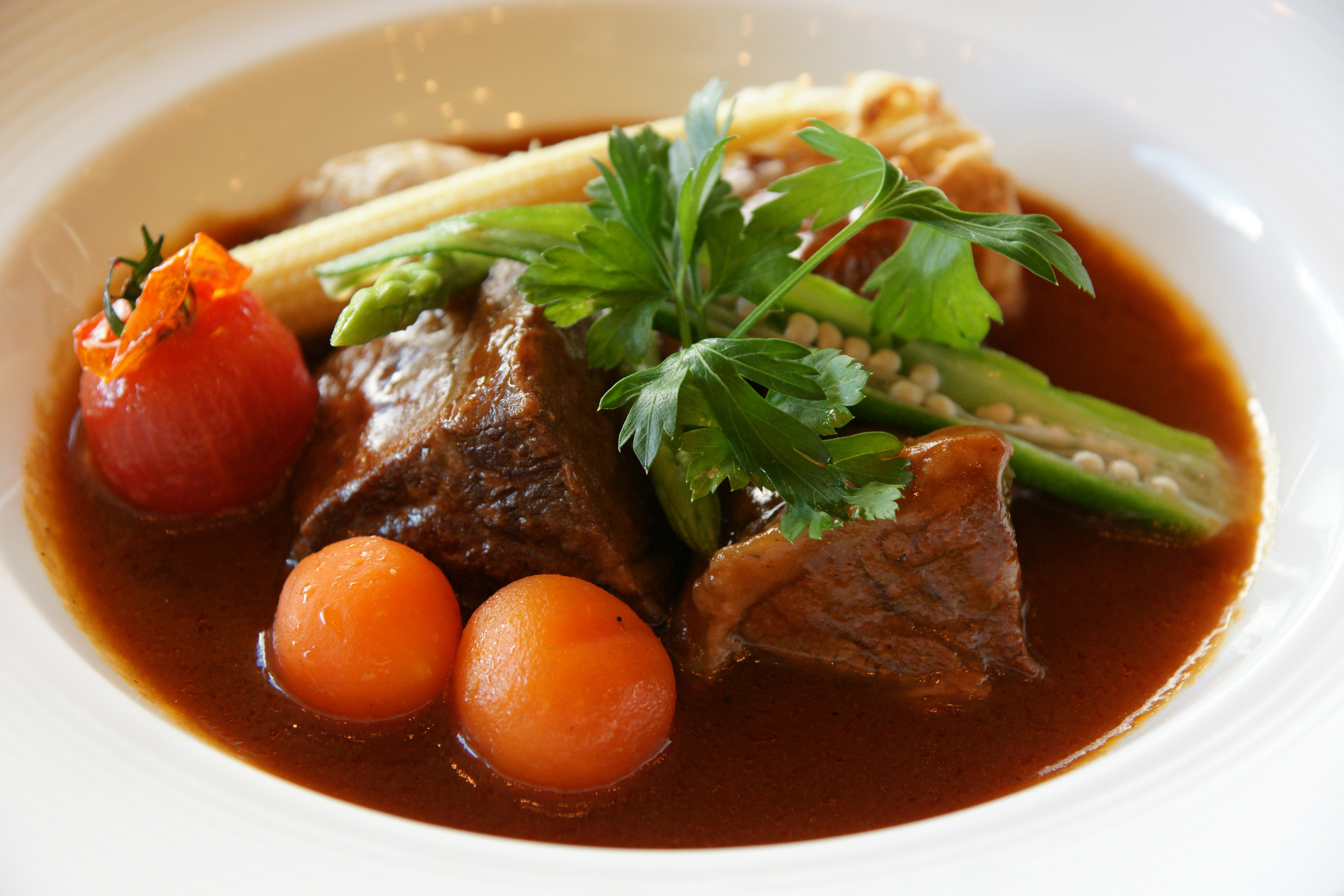
텔레슈코 바레노

불가리아의 아침식사
- 바니차
- 반스키 스타레츠
- 엘렌스키 부트
- 루칸카
- 파스타르마
- 수주크

## 같이 보기
- 슬라브 요리
- 유럽 요리
- 지중해 요리